# Culicoides
Genre
Les Culicoides sont des insectes diptères de la famille des Ceratopogonidae. Ces insectes sont parfois appelés mouches des sables [sand flies] aux États-Unis, yens yens aux Antilles françaises, nono en Polynésie française, brulot ou mouche noire au Canada francophone, moutmout en Afrique centrale, "midges" en Ecosse et arabi dans le sud de la France. La morsure d'un Culicoides femelle est ressentie comme une piqûre assez vive, souvent suivie d'une irritation, qui disparaît en quelques heures et chez certains en quelques jours.
Ce genre dont la taxonomie est encore confuse et inachevée, et qui comprend actuellement plus de 1 300 espèces, dont 25 connues en Guyane en 1990, et 84 connues en France métropolitaine en 2010 avec les espèces du complexe obsoletus très largement dominantes (plus de 70 % des captures dans les pièges en France), est divisé en plusieurs sous-genres. Une phylogénie moléculaire basée sur 42 espèces a clarifié en 2017 les relations phylogénétiques de plusieurs sous-genres.
On en trouve presque dans le monde entier, des tropiques à la toundra circumpolaire, du niveau marin à près de 4 000 m d'altitude. Et à titre d'exemple, rien que pour la Corse une étude récente en a recensé 37 espèces différentes en un an (d'octobre 2000 à octobre 2001), dont Culicoides imicola Kieffer, 1913, espèce nouvelle pour la faune de France et critique car principal vecteur de la fièvre catarrhale du mouton en Corse. Leur distribution, mais aussi leur biologie, physiologie et écologie sont encore assez mal connues.

## Enjeux sanitaires et vétérinaires
Là où elles sont présentes, plusieurs espèces sont connues pour être des vecteurs biologiques de plusieurs épizooties virales (arboviroses notamment,), bactériennes et parasitaires qui peuvent affecter diverses espèces animales.
C'est le vétérinaire R.M. Du Toit qui a, en 1944, le premier montré (en Afrique du Sud) qu'une espèce de Culicoides (C. imicola) était responsable de la transmission du virus de la fièvre catarrhale ovine.
Une même espèce de Culicoides peut piquer des espèces très différentes et ainsi faire passer un virus d'un mouton à une vache ou un cheval par exemple. Leur morsure peut induire des sensibilisations ou allergies, y compris chez les animaux ; certaines espèces s'y montrent très sensibles, chevaux notamment.
Ces espèces vectrices étaient limitées par le froid hivernal. Elles pourraient depuis peu être favorisées, à la fois par le recul ou la disparition locale des hirondelles, martinets et chauve-souris, et des amphibiens qui comptaient parmi leurs prédateurs naturels d'adultes (et de larves pour certains amphibiens). Le réchauffement climatique pourrait leur permettre de coloniser de nouveaux habitats et d'y transmettre des maladies qui n'y étaient pas présentes.

## Taxons notables

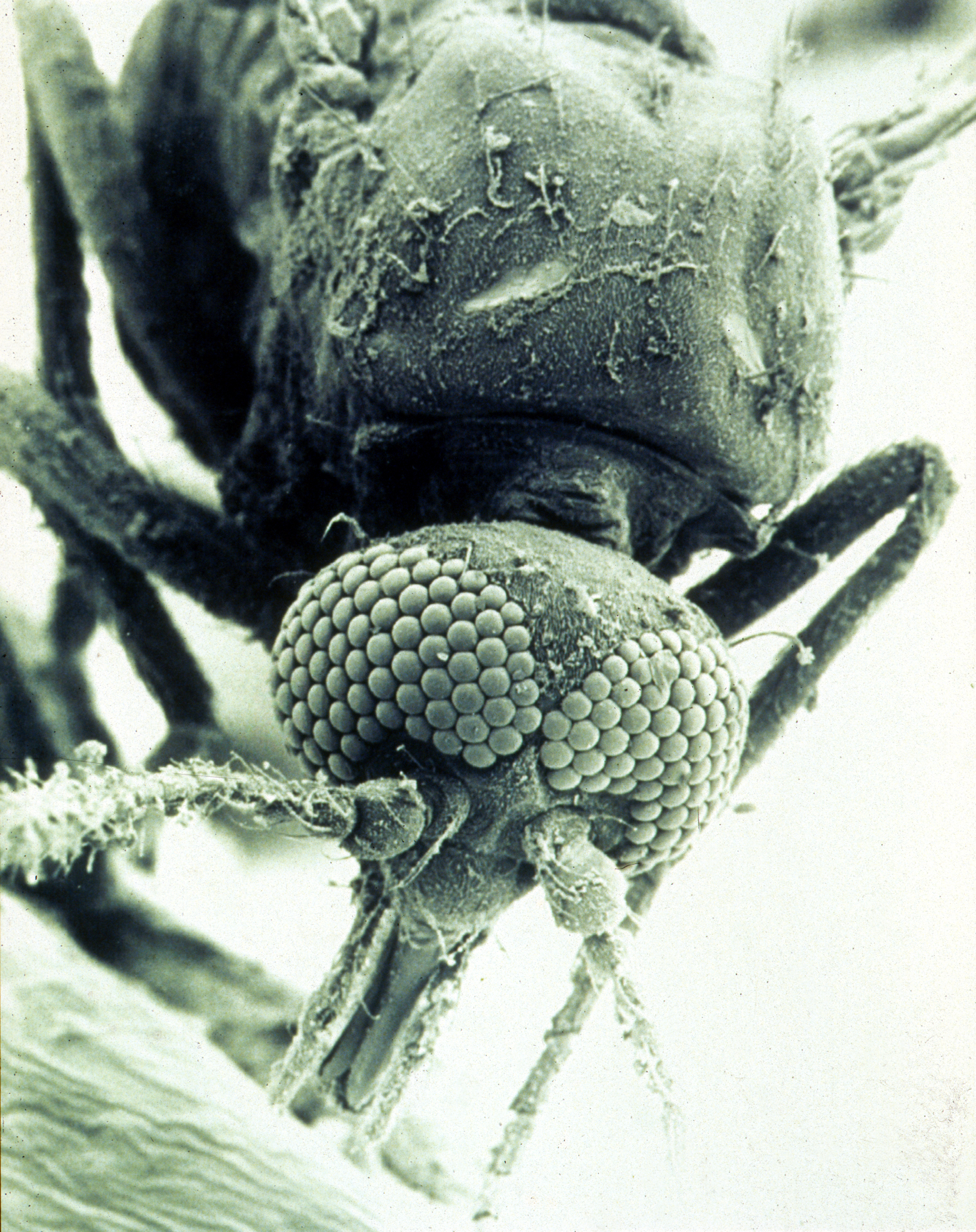
Culicoides brevitarsis

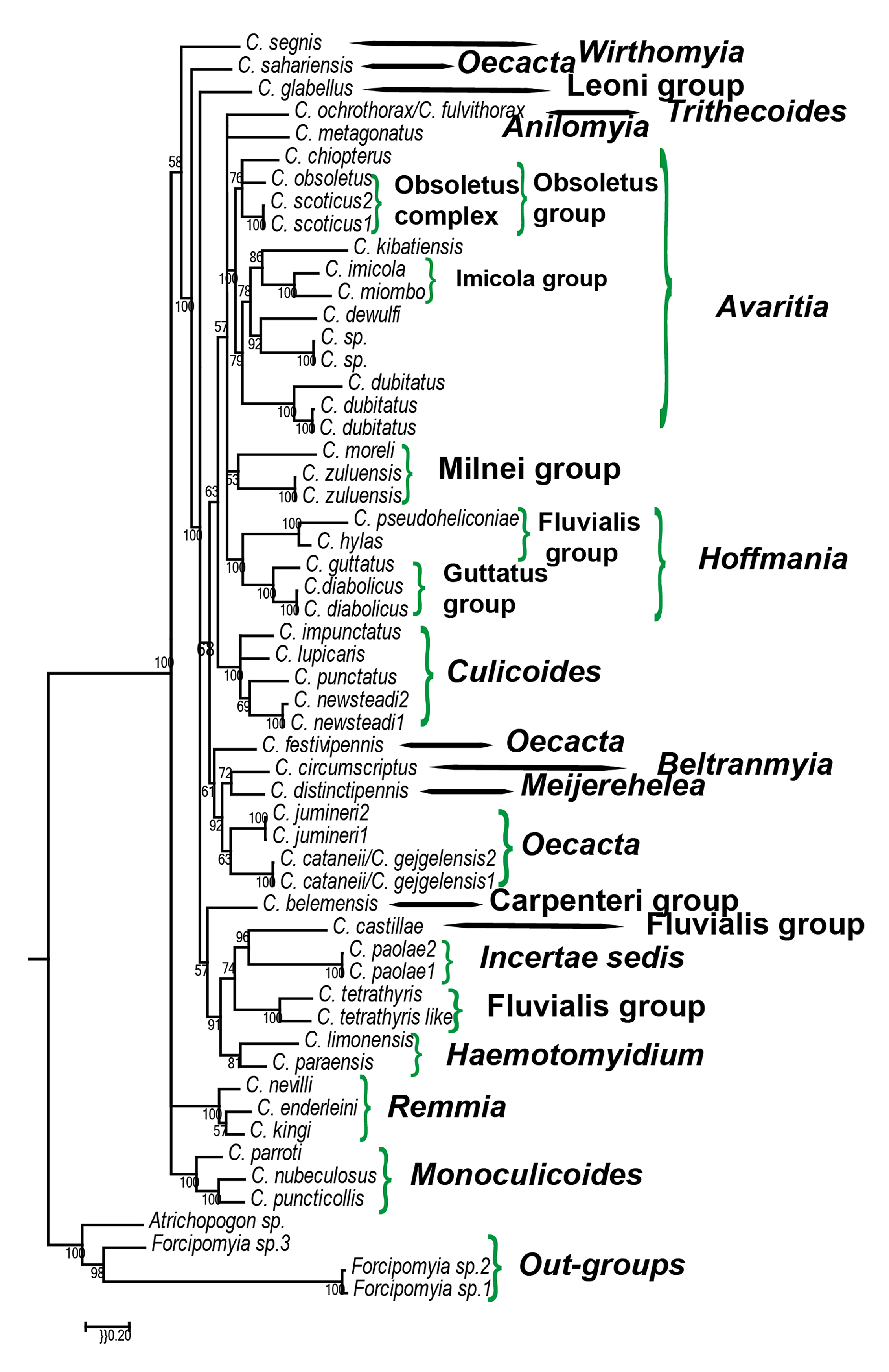
Phylogénie moléculaire de Culicoides (2017)

Certaines de ces espèces sont connues pour leur agressivité à l'égard de l'homme (dont les "midges" d'Écosse et d'Europe du Nord). Les espèces ont des préférences en termes de cibles (elles sont dites « mammophiles » ou « ornithophiles » selon qu'elles s'attaquent plutôt aux mammifères ou aux oiseaux) ; certaines visent des animaux à sang-froid. Ces insectes sont localement un problème pour le développement touristique.
Des espèces de ce genre sont périodiquement identifiées comme nouveaux vecteurs de certaines maladies (par exemple en 2003 pour la langue bleue en Sicile).
Ce genre fait l'objet de révisions régulières et n'est pas stabilisé, les listes et classifications présentées ci-dessous sont donc susceptibles d'évoluer.
- Sous-genre Avaritia
  - Culicoides brevitarsis - suspecté de transmettre le virus Akabane et le virus Aino
  - Culicoides imicola - principal vecteur de la maladie de la langue bleue et la peste équine en Europe du Sud
  - Culicoides chiopterus -
  - Culicoides dewulfi -
  - Culicoides obsoletus -
  - Culicoides scoticus -
- Sous-genre Beltranmyia
  - Culicoides circumscriptus
  - Culicoides manchuriensis
  - Culicoides salinarius
- Sous-genre Culicoides
  - Culicoides nipponensis
  - Culicoides punctata
- Sous-genre Drymodesmyia
  - Culicoides loughnani
- Sous-genre Haematomyidium
  - Culicoides insinuatus
  - Culicoides paraensis - vecteur du virus d'Oropouche
- Sous-genre Haemophoructus
  - Culicoides gemellus
- Sous-genre Hoffmania
  - Culicoides foxi
  - Culicoides fusipalpis
  - Culicoides ignacioi
  - Culicoides insignis
  - Culicoides lutzi
  - Culicoides maruim
  - Culicoides paramaruim
- Sous-genre Macfiella
  - Culicoides phlebotomus
- Sous-genre Meijerehelea
  - Culicoides guttifer
- Sous-genre Monoculicoides
  - Culicoides deltus
  - Culicoides fagineus
  - Culicoides grisescens
  - Culicoides impunctatus (Highland midge) - vecteur de Haemoproteus spp.
  - Culicoides newsteadi
  - Culicoides nubeculosus
  - Culicoides pulicaris
  - Culicoides punctatus
  - Culicoides variipennis
- Sous-genre Oecacta
  - Culicoides furens  transmet Mansonella Ozzardi
- Sous-genre Remmia
  - Culicoides oxystoma
- Sous-genre Tokunagahelea
  - Culicoides pygmaeus
- Sous-genre Trithecoides
  - Culicoides anophelis

Espèce incertae sedis incluant :
- un groupe limai
  - Culicoides limai
- un groupe fluviatilis
  - Culicoides fluviatilis
  - Culicoides leopodoi
- un groupe reticulatus
  - Culicoides guyanensis
  - Culicoides paucienfuscatus
  - Culicoides reticulatus

## Taxonomie, éléments de description
Les adultes sont de petits insectes noirs mesurant de 1 à 3 mm de long (rarement 4 mm).
Leurs antennes, composées de 15 segments sont longues et couvertes de poils bruns, densément chez les mâles et en moindre quantité chez les femelles.
Le thorax est cerclé.
Les ailes sont larges et tachetées. Seules les deux premières nervures longitudinales sont distinctes. La forme et le dessin des ailes comptent parmi les critères d'identification des sous-genres et espèces.

## Comportement
Mâles et femelles sont nectarivores, mais après l'accouplement et avant la ponte, les femelles font aussi un repas de sang (nécessaire à la maturation des œufs fécondés). Selon J.P Rieb (1982), en zone tempérée, la plupart des espèces produisent deux générations dans l'année : l'une au printemps et l'autre (moins nombreuse) en été.
Pour cela, les femelles recherchent des animaux (animaux à sang chaud chez la plupart des espèces), qu'elles piquent généralement au crépuscule ou à l'aube (quelques espèces sont toutefois diurnes). Cette quête se passe souvent en essaims denses, habituellement non loin d'une zone riche en végétaux en décomposition, d'une étendue d'eau ou d'une zone humide. Plusieurs auteurs ont montré que la météorologie influence beaucoup l'activité de quête de sang des femelles,, . Les morsures semblent beaucoup moins nombreuses par temps chaud (plus de 22 °C) et ensoleillée et/ou quand il y a grand vent. Elles sont plus nombreuses par temps plus humide et aux températures de 20-22 °C.
Au crépuscule les Culicoides sont attirés par la lumière et notamment ultraviolette (ce qui a permis de créer des pièges lumineux (utilisant éventuellement la lumière UV) en complément des pièges collants autrefois utilisés et des pièges à aspiration). Cet attrait pour la lumière pourrait peut-être renforcer leur présence autour des habitations, étables, villes, poulaillers, campings éclairés la nuit...
Sur un même site des différences très significatives peuvent être observées entre les distributions horizontales et verticales de groupes ou espèces différents de Culicoides, de même qu'à certains moments mâles et femelles peuvent être observés (ou piégés) à des hauteurs différentes. Les larves ont un très faible pouvoir de dispersion (sauf peut-être via des inondations) et les adultes semblent plutôt pratiquer la dispersion passive : ils semblent utiliser le vent pour se laisser porter à plus grande distance,. Après une émergence, c'est donc sous le vent d'un lieu de reproduction qu'ils seront les plus nombreux, avec un risque écoépidémiologique associé éventuellement accru.
Deux auteurs (Galliard & Gaschen) en 1937 font état d'observation de « Parasitisme de l'anophèle Anopheles hyrcanus par des Culicoides (au Tonkin) ».

## Reproduction et cycle de vie
L'adulte aurait une durée de vie de « 10 à 20 jours (exceptionnellement 60 à 90 jours à basse température) ». Les femelles pondent des grappes d'œufs dans des habitats qui varient selon l'environnement et les espèces, mais qui sont généralement une zone de végétation aquatique, des cours d'eau lents, un sol humide (tourbeux par exemple) voire dans des tas de fumiers.
L'éclosion (2 à 8 jours après la ponte) produit les larves microscopiques, blanches et lisses et dotées de quatre paires de branchies anales. Elles sont très vulnérables à la dessiccation. Le gîte larvaire varie beaucoup selon l'espèce (certaines vivent dans l'eau, d'autres dans le sol et d'autres dans les bouses ou fumiers ou feuilles humides en décomposition). Certaines espèces (ex : Culicoides haranti) sont dites arboricoles, car leurs larves grandissent dans les trous d'eau qui se forment dans certaines cavités d'arbres.
La larve passe par quatre stades de développement (en deux semaines l’été en zone tempérée, à plusieurs mois l’hiver) puis elle se transforme en nymphe caractérisée par un céphalothorax fusionné avec des trompettes respiratoires minces et un abdomen segmenté (stade équivalent de la pupe ou chrysalide). Après 2 à 10 jours (3 à 7 jours le plus souvent), la peau de la nymphe se fend et il en émerge un imago (l'insecte adulte).

## Aspects sanitaires et épidémiologiques
Plusieurs espèces de Culicoides sont vecteurs des pathogènes suivants :
- Mansonella spp.
  - M. ozzardi
  - M. perstans
  - M. streptocerca)
- Onchocerca gibsoni
- Onchocerca cervicalis
- Leucocytozoon
- Plasmodium agamae
- Virus de la maladie de la langue bleue
- Virus de Kimberley[32]
- Virus de Schmallenber[33]
- Virus de la Peste équine (qui peut aussi toucher les chats et chiens)
- virus BEF (bovine ephemeral fever), ephemerovirus du groupe des Rhabdoviridae, transmissible par C. osystoma et C. nipponesis)
- virus Akabane (cause d'anomalies congénitales chez les bovins)
- Dermite estivale
- Maladie hémorragique épizootique (EHD en anglais pour Epizootic Hemorrhagic Disease, une fièvre hémorragique souvent mortelle pour le Cerf de Virginie, et transmissible à certains animaux d'élevage)
- Orbivirus[34]

## Le cas particulier de la maladie de la langue bleue(bluetongue)
Cette maladie affecte des mammifères ruminants (domestiques ou sauvages) et certaines espèces de culicoides sont clairement associées à un sérotype spécifique de la maladie (originaire d'Afrique du Sud), par exemple Culicoides sonorensis transmet un certain sérotype de la maladie en Amérique du Nord, alors qu'en Amérique du Sud, c'est un autre sérotype qui est diffusé par C. insignis. Le virus peut se reproduire chez ces moucherons.
En 2006, le virus de la fièvre catarrhale a pour la première fois été détecté en Europe du Nord, notamment transmis par Culicoides obsoletus.

En 2007 et 2008, il y a eu d'importantes flambées de cette maladies jusqu'en Norvège, puis en 2009 l'épidémie a perdu de sa vigueur. Ces vagues épidémiques ont surpris les autorités vétérinaires car le principal vecteur de cette maladie n'était pas connu en Europe du Nord ; vivant au contraire en Europe du Sud.
Des études recherchant le virus chez d'autres espèces ont montré qu'un groupe d'espèces appartenant au « complexe » Culicoides obsoletus et au complexe Culicoides pulicaris peuvent aussi transmettre la fièvre catarrhale.

## Aspects scientifiques et vétérinaires; gestion du risque
Le DDT et d'autres insecticides ont été les premiers moyens de gérer le risque vectoriel, avec un succès mitigé et le risque de voir se développer des adaptations aux pesticides et des effets adverses sur les écosystèmes et agrosystèmes.
Ce groupe d'insectes, comme celui des moustiques hématophages fait depuis quelques années l'objet d'une surveillance et parallèlement recherche assez intense étant donné les enjeux éco-épidémiologiques qui lui sont associés. On a appris dans les années 1970 à l'élever en laboratoire pour les besoins de la recherche. On étudie ses organes sensoriels et en particulier des chimiorécepteurs. On étudie l'effet du repas sanguin sur la production de phéromones émises par la femelle. On cherche à déterminer les préférences écologiques des larves des espèces connues pour être impliquées dans la transmission de maladies.
Il fait notamment l'objet de comptages, avec parfois différenciation individuelle des femelles nullipares, fécondables et gravides (afin de mesure l'imminence d'un risque de diffusion de maladies animales. Cette identification peut être exécutée assez rapidement (1000 mouches/h environ) grâce à un pigment rouge bordeaux (observable sans dissection et acquis chez la femelle du tissu tapissant la paroi abdominale lors du développement des follicules ovariens ; ce pigment reste présent chez les femelles gravides et il persiste après la ponte ; il est également détectable chez les femelles ayant des ovaires non engorgés et non-développées (à l'aide d'un microscope à dissection). Ce pigment est conservé dans les échantillons réfrigérés, congelés ou conservés dans de l'alcool ou de la créosote.

Les évaluations quantitatives normalisées et à grandes échelles spatiotemporelles restent difficiles ; La météo et le climat sont des facteurs importants, et des études combinant les modèles mathématiques, marqueurs biologiques, observations de terrain, etc montrent que les pièges à lumière ou autres (ex : pièges à aspiration ou piège émettant un courant de dioxide de carbone chauffé et des molécules [1-octen-3-ol] attirant d'autres espèces hématophages) ne donnent que des évaluations approximatives des vrais nombres et flux directionnels de certains Culicoides (Les femelles de C. chiopterus se montrent par exemple peu capturées dans les pièges lumineux alors qu'elles sont nombreuses à piquer des moutons ou humains à proximité). Certaines espèces comme C. nubeculosus) sont diurnes ; pour cette raison elles échappent presque totalement aux pièges lumineux même là où une « mise en incubation » d'échantillons de sol humide montre qu'elles sont très abondantes.
Pour mieux identifier, par satellite par exemple les zones à risque, on cherche à comprendre les facteurs qui les guident vers un lieu de ponte, et avant cela dans leur "quête de sang" et en particulier comment ils peuvent être présents autour d'exploitation agricole à risque de Maladie de la langue bleue ; ainsi une étude récente (2009) faite autour d'un élevage bovin belge a montré que ces insectes étaient capables de bien détecter les élevages « bien plus abondants au niveau de la ferme que dans les prairies avoisinantes ; ces dernières présentent toutefois une plus grande diversité spécifique. C'est ainsi que la possibilité de migration entre la prairie et la ferme est émise pour les espèces C. chiopterus  et C. dewulfi ». Dans ce cas, dans la ferme comme dans les prairies, les femelles étaient beaucoup plus nombreuses dans les pièges que les mâles. Enfin la détermination des Culicoides piégés a dans ce cas montré que « les  neuf espèces potentiellement vectrices de la FCO en Belgique sont également plus abondantes à proximité immédiate de fermes et d'étables ».
Ils sont généralement beaucoup plus actifs au crépuscule et durant la nuit, mais les suivis ont montré, au moins pour certaines espèces, que leur rythme nycthéméral peut changer selon la météo et que la stabulation des animaux au crépuscule et à l'aube (souvent recommandé pour les protéger des morsures) est plutôt une mesure d'atténuation qu'une mesure d'évitement du risque, car les morsures surviennent aussi de jour (mais en moindre nombre) et les observations de Meiswinkel et al. (2008) laissent penser que C. obsoletus est capable de suivre le bétail jusqu'à l'intérieur de l'étable.

## Lutte antivectorielle
La lutte contre ces insectes s'est d'abord appuyée sur le drainage des zones humides (sans succès) puis sur l'utilisation d'insecticides (DDT, deltaméthrine...) avec un succès mitigé et des effets collatéraux environnementaux problématiques.
Plus récemment des revues agricoles et vétérinaires suggèrent également les pièges lumineux à UV et des molécules répulsives plus respectueuses de l'environnement que les insecticides classiques.
Certains chercheurs s'intéressent aussi aux prédateurs naturels et parasites naturels des culicoides et de leurs larves (parasites de type Leucocytozoonou de la famille des Trombidiidae par exemple en Europe de l'Ouest).

## Galerie: photographies d'ailes deCulicoidesspp.

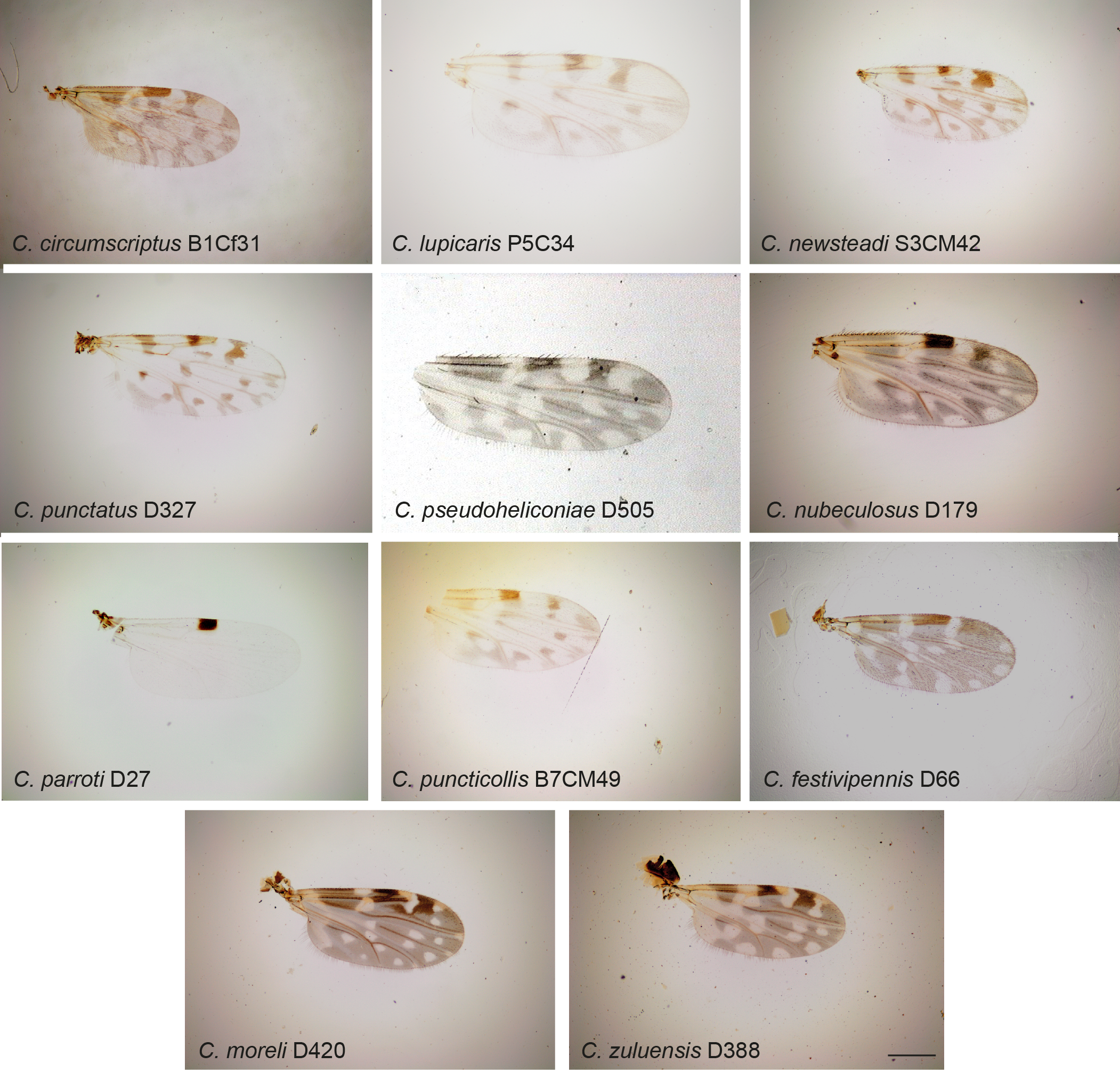
Ailes de Culicoides spp.
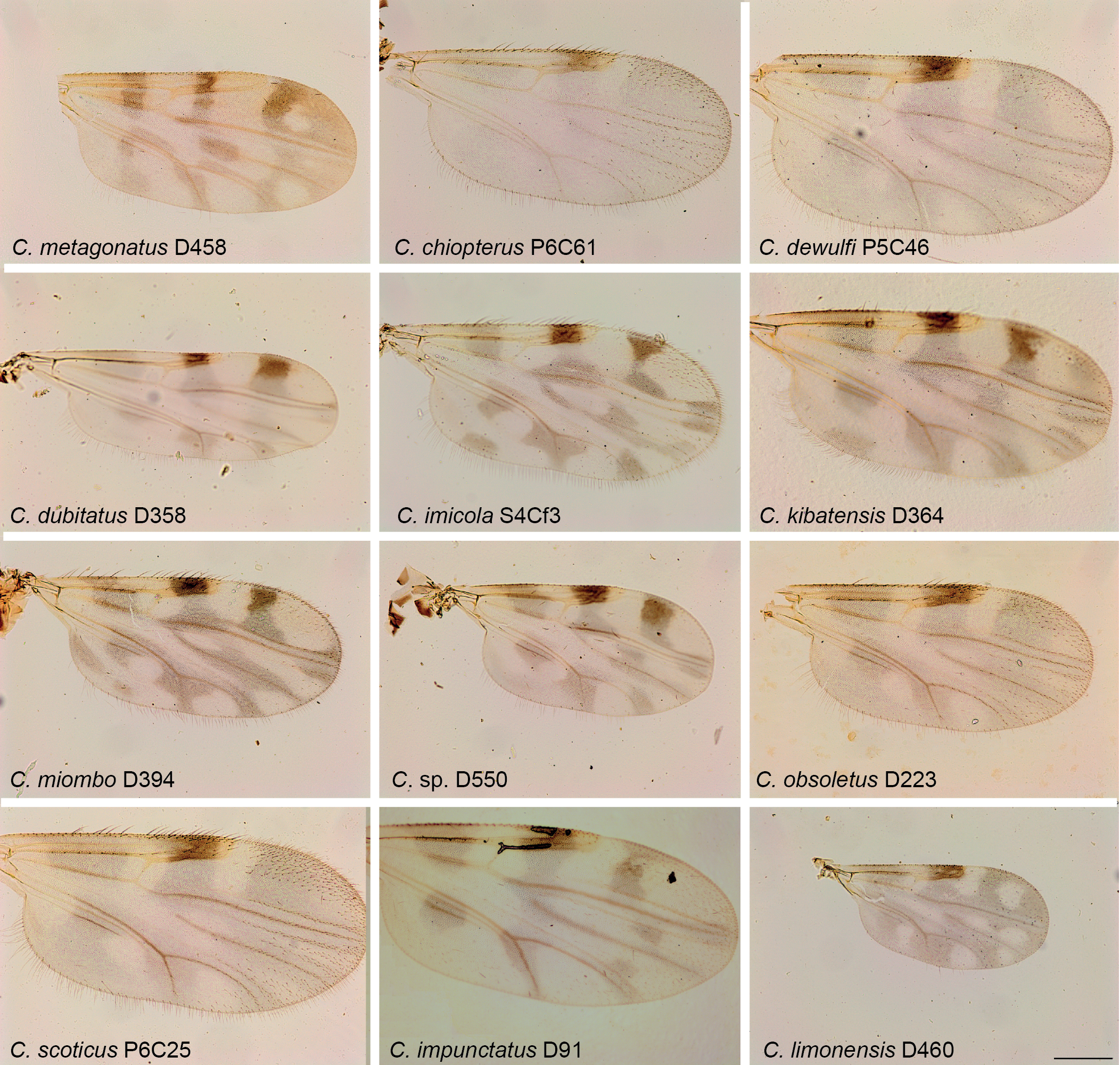
Ailes de Culicoides spp.
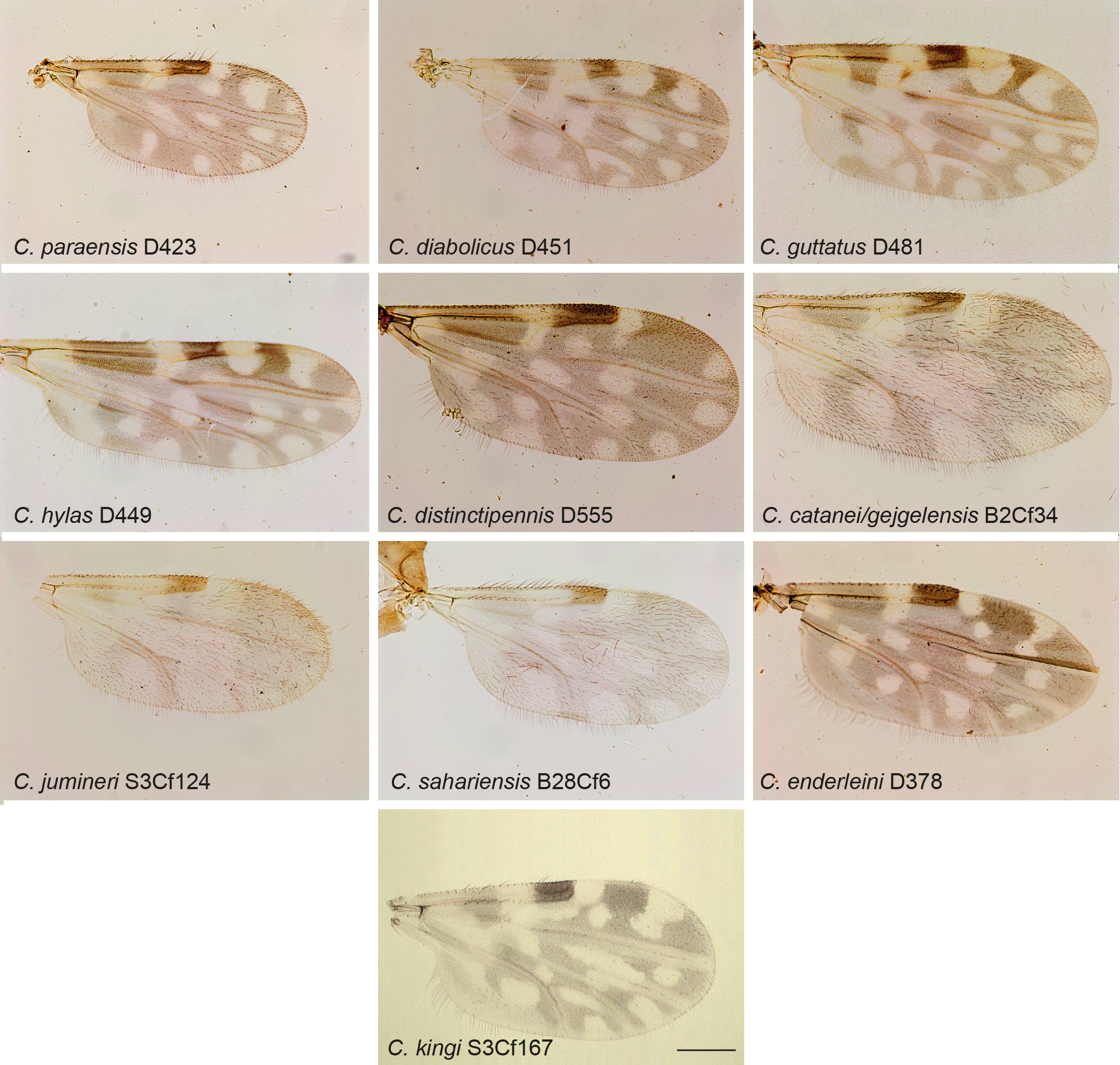
Ailes de Culicoides spp.
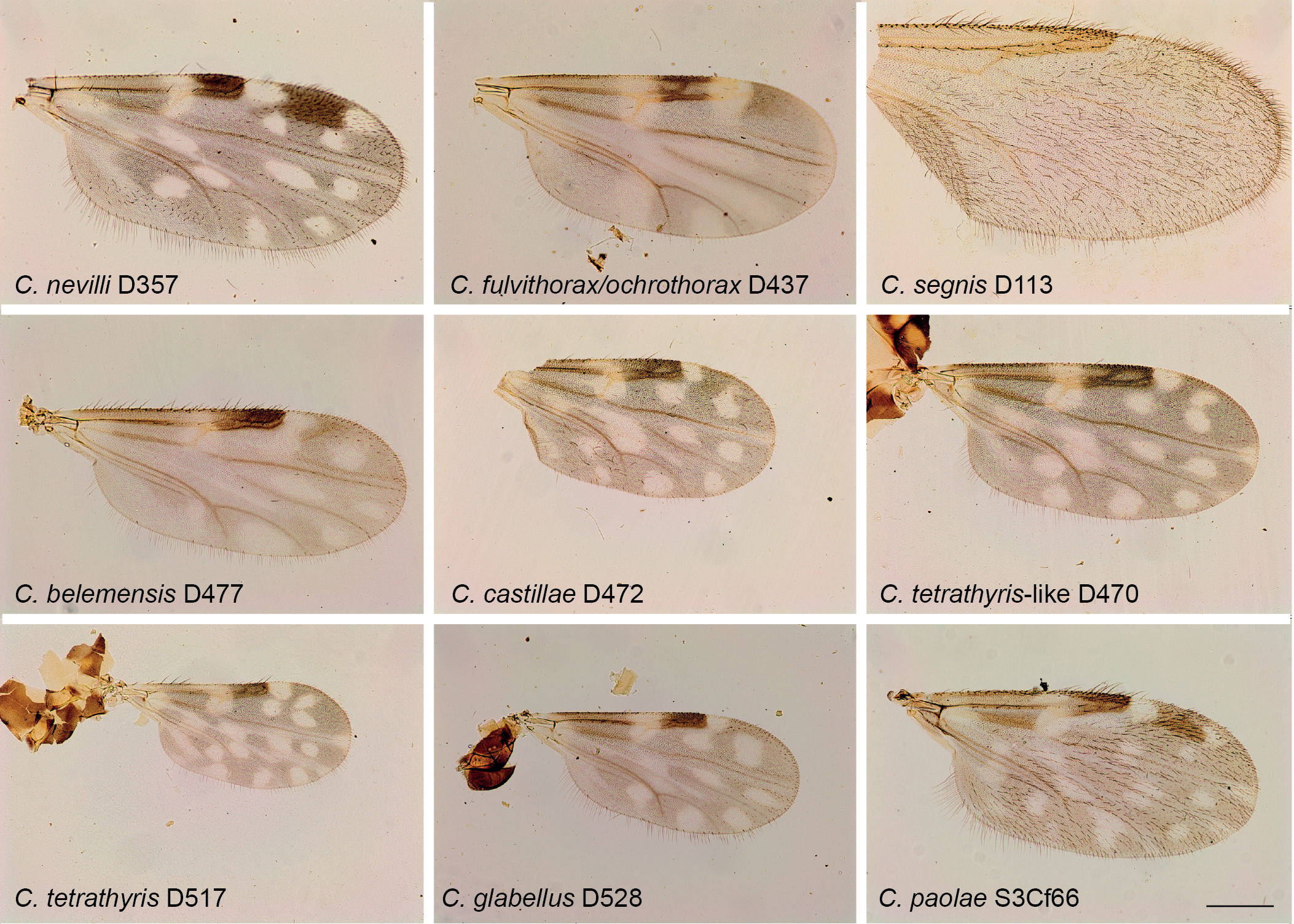
Ailes de Culicoides spp.